# Криббинс, Бернард
Бе́рнард Джо́зеф Кри́ббинс (англ. Bernard Joseph Cribbins; 29 декабря 1928 года, Олдем, Ланкашир, Англия, Великобритания — 27 июля 2022 года) — английский актёр и певец, карьера которого охватывала более семидесяти лет.
В 1960-е годы Криббинс стал известен в Великобритании благодаря комическим песням «The Hole in the Ground» и «Right Said Fred» и благодаря появлению в комедийном фильме «Подкоп в обе стороны» (1960) и серии фильмов «Так держать». Также он играл астронавта Винсента Маунтджоя в фильме «Мышь на Луне» (1963), Альберта Перкса в фильме «Дети железной дороги» (1970), бармена Феликса Форсайта в фильме Альфреда Хичкока «Исступление» (1972) и мистера Хатчинсона в серии телесериала «Башни Фолти» (1975). На телевидении был частым рассказчиком в детских программах «Джеканори» (1966—1991), «Уомблы» (1973—1975) и играл главную роль в детском телесериале «Лодка старого Джека» на телеканале CBeebies (2013—2015).
В фильме «Вторжение далеков на Землю» 1966 года Криббинс сыграл Тома Кэмпбелла, спутника доктора Кто. Спустя 41 год он впервые появился уже в возрождённом телесериале «Доктор Кто» в роли Уилфреда Мотта, дедушки спутницы Донны Ноубл и временного спутника Десятого Доктора.

## Ранняя жизнь
Бернард Джозеф Криббинс родился 29 декабря 1928 года в городе Олдем (Ланкашир). Мать — ткачиха Этель (в девичестве — Кларксон, 1898—1989), отец — ветеран Первой мировой войны Джон Эдвард Криббинс (1896—1964). У Бернарда было две сестры, вместе с которыми вырос в положении, близком к бедности. Своего отца описывал как «мастер на все руки» (англ. Jack of all trades), который также подрабатывал актёром
Криббинс покинул школу в возрасте 13 лет и нашёл работу помощником режиссёра в местном театральном клубе, где также брал на себя небольшие актёрские роли, а потом проходил стажировку в Репертуарном театре Олдема. В 1947 году начал проходить службу в Парашютном полку в Олдершоте (Гэмпшир) и был командирован в Подмандатную Палестину.

## Карьера

### Ранняя карьера
Криббинс впервые появился в Вест-Энде в 1956 году на сцене Артс-театра, играя близнецов Дромио в «Комедии ошибок», участвовал в первых постановках пьес «Не сейчас, милый», «А вот и невеста» и «Слишком женатый таксист». В 1960 году вместе с Анной Куэйл и Лайонелом Блэром играл в ревю «And Another Thing», написанном Тедом Диксом и Майлсом Раджем. Благодаря этому шоу Криббинс приглянулся главе Parlophone Джорджу Мартину, который призвал Криббинса подписать контракт с лейблом и записать сингл сатирической песни из постановки под названием «Folk Song» Впоследствии Раджа и Дикса попросили предоставить новый материал для Криббинса; их композиции «The Hole in the Ground» о раздражённом рабочем, который в итоге хоронит обидчика, и «Right Said Fred» о трёх рабочих, которые с трудом вносят в здание и выносят из него некий тяжёлый предмет, (позднее станет именем поп-группы в честь этой песни) вошли в 1962 году в топ-10 хитов UK Singles Chart. Третий и последний сингл года Gossip Calypso, написанный Тревором Пикоком, вошёл в топ-30.

### Кино
Криббинс стал появляться в фильмах в начале 1950-х годов, в основном в комедийных. В их числе «Подкоп в обе стороны» (1960) и «Правосудие в ненадёжных руках» (1963) с Питером Селлерсом, «Мошенники в монастыре» (1964) и три фильма из серии «Так держать»: «Так держать… Джек» (1963), «Так держать… Шпион» (1964) и «Колумб, за работу!» (1992). Среди других фильмов — второй фильм с доктором Кто «Вторжение далеков на Землю» (1966) в роли полицейского Тома Кэмпбелла, «Она» (1965), «Казино «Рояль»» (1967) в роли сотрудника Форин-офиса Карлтона Тауэрса, «Дети железной дороги» (1970) в роли носильщика на вокзале Альберта Перкса и триллер Альфреда Хичкока «Исступление» (1972) в роли хозяина паба в Ковент-Гардене Феликса Форсайта. Более поздние фильмы включают «Опасный Дэвис: Последний детектив» (1981), «Чёрный шар» (2003) и «Муж двух жён» (2012).

### Повествование и озвучивание
Криббинс был рассказчиком в детском британском мультсериале «Уомблы» (1973—1975) и также играл персонада Водной крысы в адаптации повести «Ветер в ивах» для BBC Radio. Был приглашённым рассказчиком в детской программе «Джеканори»  чаще, чем любая другая личность (114 появлений между 1966 и 1991 годами). Также озвучил книгу Антонии Барбер «Кот из мышиной норы». С 1974 по 1976 годы Криббинс был рассказчиком в детской программе «Саймон в мире рисунков мелом».
В 1960-х годах подарил голос белке Таффи в фильмах Королевского общества по предотвращению несчастных случаев про безопасность на дороге. Он также предоставил голос птице Базби, символу Почтовой службы. Также появился в рекламах моделей поездов от Hornby Railways. В 1978 году подарил один из двух голосов в фильме по электробезопасности «Играй осторожнее». Вторым актёром был Брайан Уайлд, который озвучил сову, а Криббинс озвучил зарянку. В 1981 году лейбл «Music for Pleasure» выпустил на кассетах аудиокнигу «Ласточки и амазонки», которая была сокращена Эдвардом Филлипсом и озвучена Криббинсом.
Криббинс также предоставил голос для «Страсти к рыбалке» (1993). В 1996 году сыграл роль квакли-бродякли Хмура в адаптации романа «Серебряное кресло» К. С. Льюиса для BBC Radio. В 2013 году сыграл старого Бейли в радиоадаптации Дирка Маггса романа «Задверье», а в 2015 году был одним из актёров в аудиопостановке «Книги джунглей», где сыграл Белую кобру.

### Телевидение

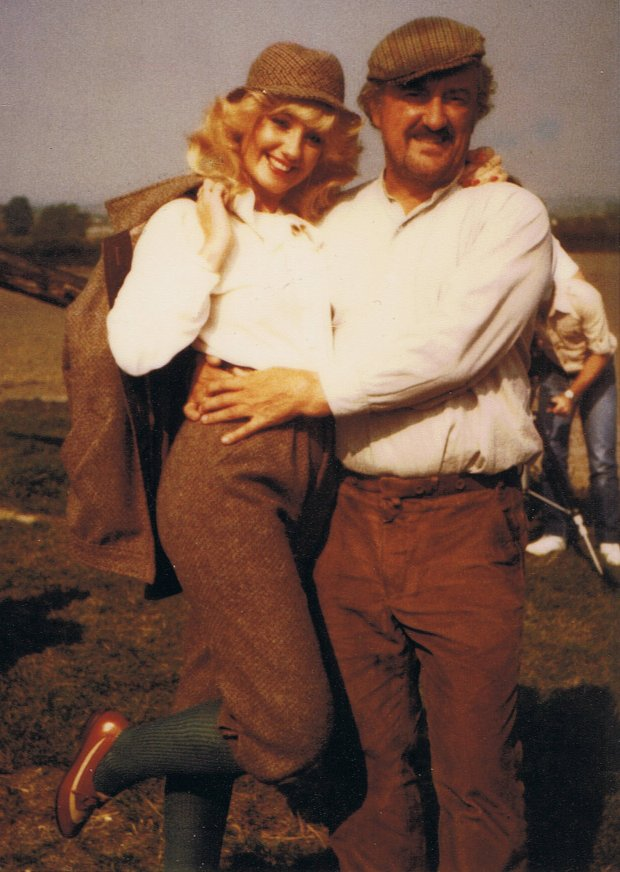
Криббинс и Сьюзи Сильви на съёмках сериала «Каффи»

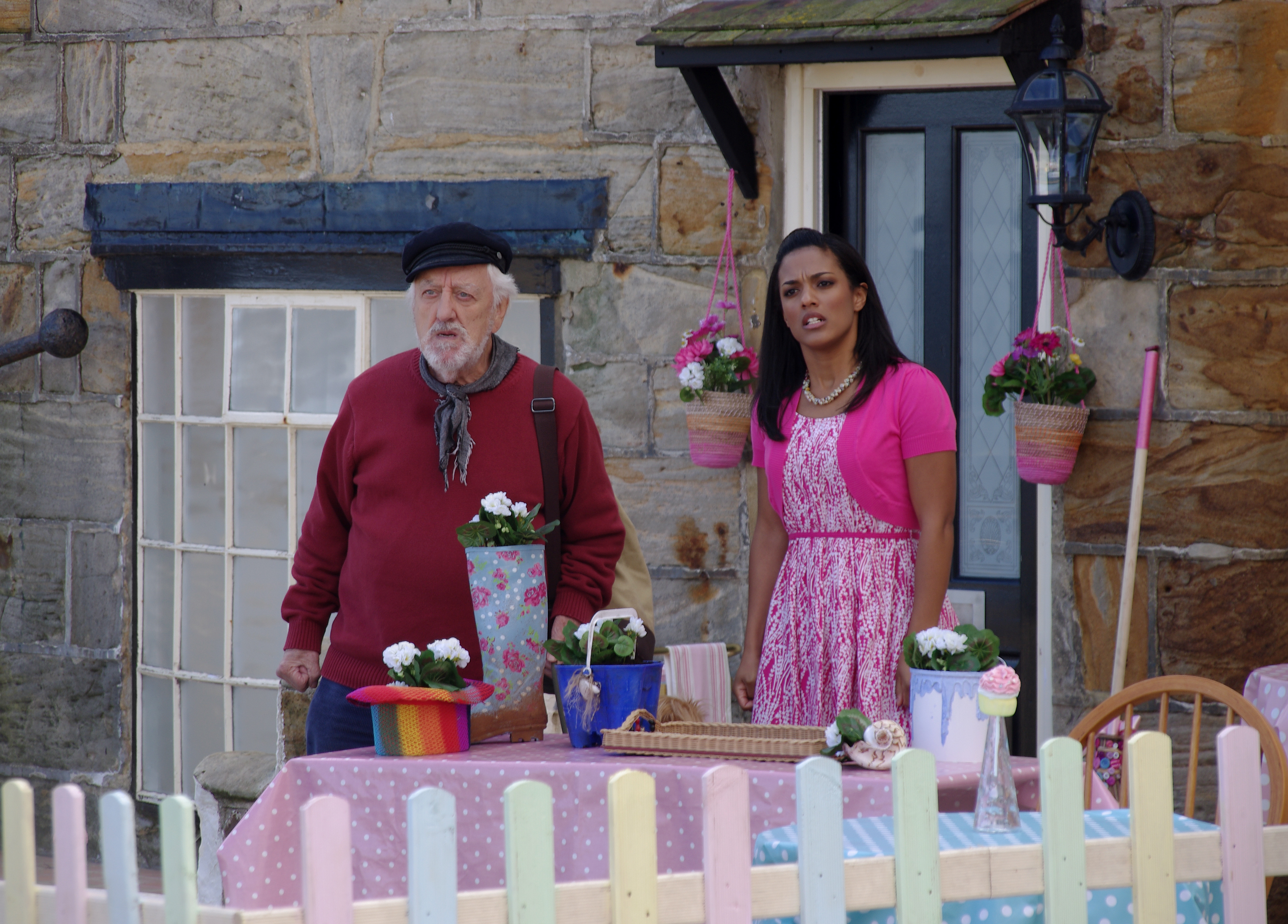
Криббинс и Фрима Аджимен на съёмках «Лодки старого Джека» в 2012 году.

Криббинс играл главную роль в сериале ITV «Криббинс» (1969—1970). Другие появления на телевидении включали в себя «Мстители» (1968), «Башни Фолти» (1975) в роли продавца ложек мистера Хатчинсона, которого Бэзил Фолти по ошибке принимает за инспектора гостиницы, Уорзел Гаммидж (1980), Рассказы Шиллингберри (1980) и его спин-офф «Каффи» (1983). Помимо озвучивания в «Уомблах» Криббинс в 1970-х годах был постоянным ведущим детских телевикторин Би-би-си «Star Turn» and «Star Turn Challenge».
Эти программы завершались Криббинсом, читающим детективную историю в образе персонажа «Айвор Ноушн», сценарий которой обычно писался Джонни Боллом, но иногда Майлсом Раджем, соавтором его синглов в топ-10. Он снялся в рождественской постановке 1975 года «Great Big Groovy Horse», рок-опере на основе истории о троянском коне на канале BBC Two, вместе с Джули Ковингтон и Полом Джонсом. В 1977 году она была повторно показана на BBC One. Он регулярно появлялся в программе Би-би-си «Старые добрые времена», воссоздавая песни, ставшие известными благодаря большим звёздам мюзик-холла.
Среди более поздних появлений на телевидении — «Дэлзил и Пэскоу» (1999), «Бабье лето» (2003), «Улица Коронации» (2003) в роли Уолли Баннистера и «Ближе к Земле» (2005).
Криббинс играл главную роль Джека в детском телесериале «Лодка старого Джека», который начали показывать на телеканале CBeebies в 2013 году. Среди актёров сериала во второстепенных ролях были Хелен Ледерер, Джанин Дувицки и бывшая спутница в сериале «Доктор Кто» Фрима Аджимен. Хотя и Аджимен, и Криббинс играли спутников в эпоху Дэвида Теннанта в роли Доктора (появившись в шести сериях вместе), впервые они появились в одном кадре вместе в «Лодке старого Джека». 9 мая 2015 года Криббинс прочитал речь на концерте, посвящённом 70-летию Дня победы в Европе, в Лондоне, который показывали в прямом эфире на канале BBC One.
В ноябре 2018 года было объявлено, что Криббинс сыграет рядового Годфри в воссоздании утраченных эпизодов ситкома Би-би-си «Папашина армия». Однако в феврале 2019 года Криббинс покинул съёмки, сославшись на «личные причины». Роль Годфри впоследствии сыграл Тимоти Уэст.

### Более поздняя театральная карьера
Более поздние роли Криббинса в театре включали Нейтана Детройта в мюзикле «Парни и куколки» Королевского национального театра, Мунфейса Мартина «Anything Goes» с Элейн Пейдж в театре «Принц Эдуард», Дулиттла в мюзикле «Моя прекрасная леди» в Хьюстон Гранд Опере (Техас) и Уотти Уоткинса в мюзикле «Lady, Be Good» Джорджа Гершвина в Театре под открытым небом Риджентс-парка и в гастролях. Также играл в ряде пантомим. Появился 26 и 27 июля 2014 года на променадных концертах CBeebies на сцене Альберт-холла в роли старого Джека.
Компания «National Life Stories» в 2006 году провела интервью с Криббинсом про его воспоминания о Ричарде Негри для своей коллекции «Устная история театрального дизайна» в Британской библиотеке.

### «Доктор Кто»

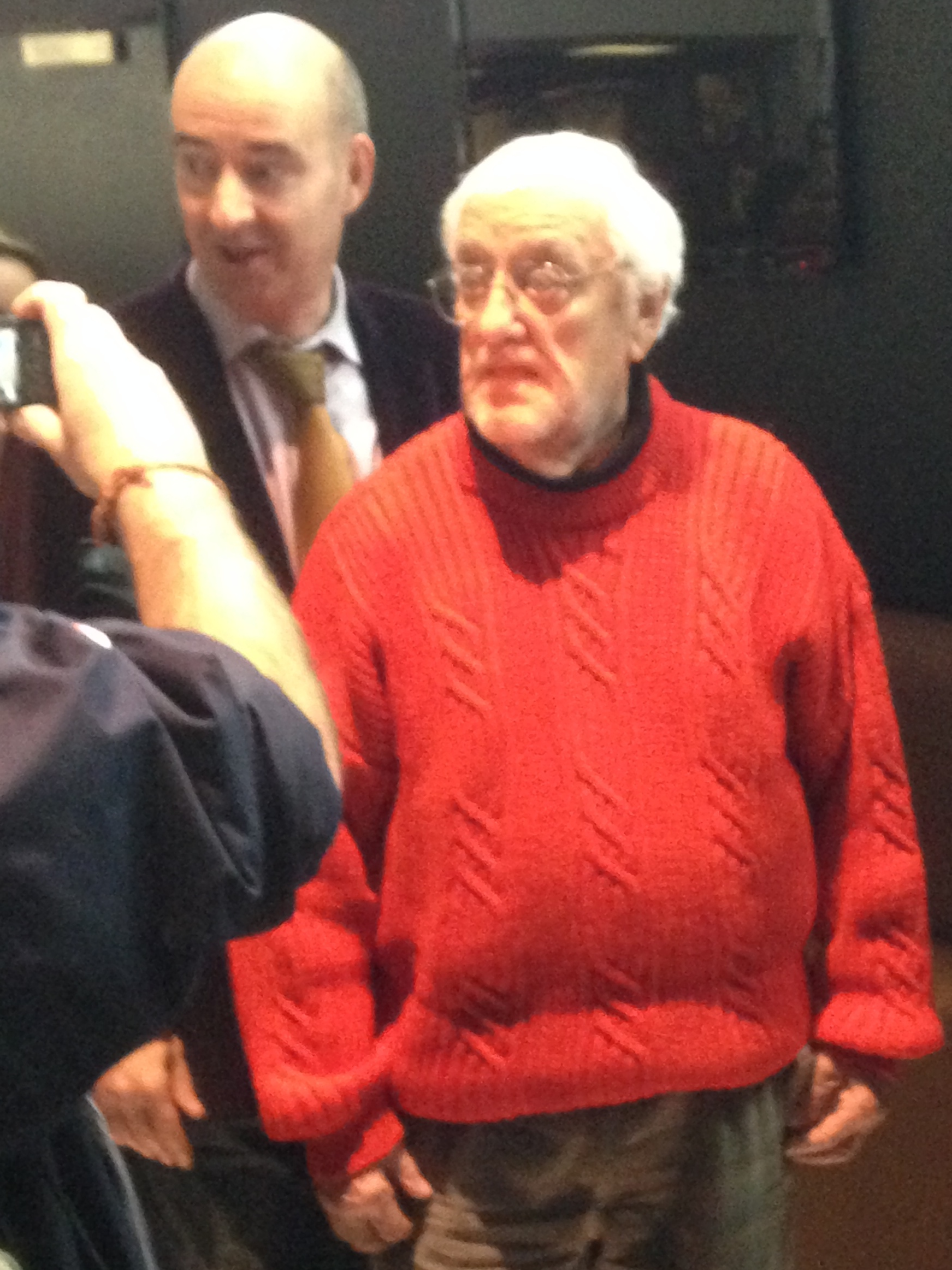
Николас Бриггс и Криббинс на праздновании 50-летия «Доктора Кто» в 2013 году.

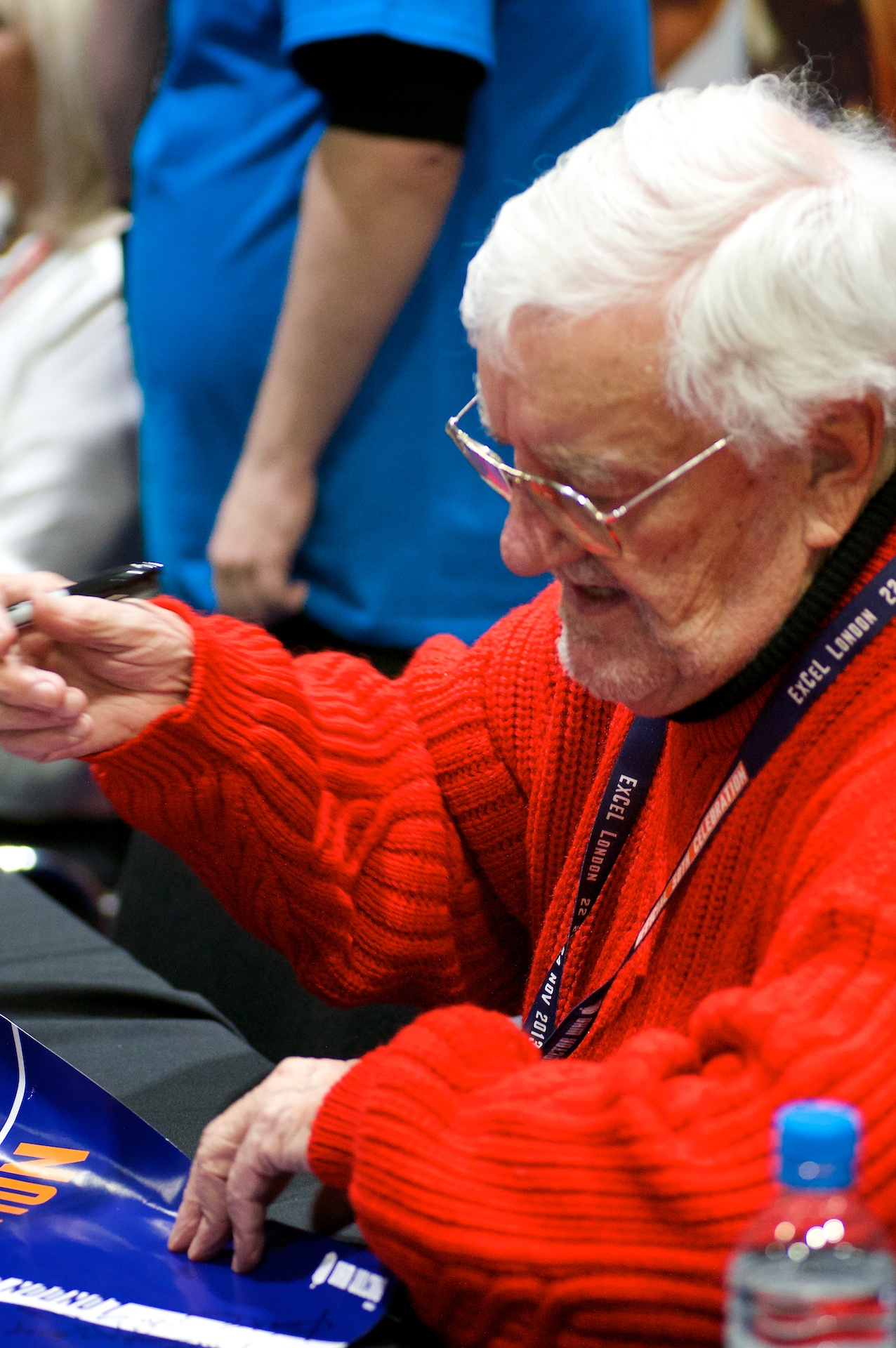
Криббинс раздаёт автографы на праздновании 50-летия «Доктора Кто» в 2013 году.

Сыграв Тома Кэмпбелла, спутника доктора Кто в полнометражном фильме «Вторжение далеков на Землю» (1966), Криббинс вернулся к «Доктору Кто» в 2006 году, когда свадебная фотография с ним и Линдой Барон, которая также была ранее в «Докторе Кто», появилась на связанном с Би-би-си сайте для серии «Клык и коготь».
В январе 2007 года Криббинс сыграл промоутера глэм-рока Арнольда Корнса в аудиодраме Big Finish Productions по «Доктору Кто» «Ужас глэм-рока». В декабре 2007 года он появился в роли Уилфреда Мотта в рождественском телевизионном спецвыпуске сериала «Путешествие проклятых», а потом в той же роли и в сезоне 2008 года как дед Донны Ноубл (сыграна Кэтрин Тейт), спутницы Доктора.. В рождественском и новогоднем спецвыпусках 2009—2010 годов «Конец времени» он сам стал временно спутником Десятого Доктора, и его персонаж стал причиной смерти этого Доктора. Благодаря роли Уилфреда Мотта Криббинс стал единственным актёром, который сыграл двух спутников и единственным актёром, который фигурировал вместе с далеками, злейшими врагами Доктора, как в телеверсии, так и в киноверсии «Доктора Кто». В 2019 году он вновь исполнил роль Уилфреда в истории Big Finish «Нет места» цикла аудиопьес «Приключения Десятого Доктора». Криббинс появился вновь в сериале в спецвыпуске 2023 года к 60-летию сериала «Дикая синяя даль» вместе с Дэвидом Теннантом и Кэтрин Тейт, снявшись в мае 2022 года до своей смерти.

## Награды
30 мая 1948 года армейским указом № 146 Криббинс был награждён Общей медалью за службу с планкой «Палестина 1945—48» за службу в Парашютном полку в Палестине.
В 2009 году Криббинс был удостоен Специальной премией Британской академии (BAFTA) в области искусства для детей за работу на детском телевидении. Премию вручила бывшая коллега Кэтрин Тейт, которая играла внучку его персонажа в сериале «Доктор Кто». В 2011 году был объявлен Офицером Ордена Британской империи за заслуги в драме. Орден получил 3 ноября 2011 года из рук принцессы Анны на инвеституре в Виндзорском замке. В 2014 году был отмечен премией Дж. М. Барри за «длительный вклад в искусство для детей».
23 декабря 2020 года телеканал «BBC America» назвал Криббинса «Британской иконой недели».

## Личная жизнь и смерть
Криббинс и Джиллиан Макбарнет, помощница режиссёра театра, состояли в браке с 1955 года до её смерти 11 октября 2021 года. Они жили в Уэйбридже (Суррей) и не имели детей. В 2018 году Криббинс рассказал, что они «потеряли одного довольно рано, и это был единственный раз, когда были близки к этому». В 2009 году ему диагностировали рак простаты, но в 2018 году заявил, что он «в добром здравии» в возрасте 90 лет, за исключением «непрекращающейся патологии спины».
В 2018 году издательство Constable опубликовало автобиографию «Bernard Who? 75 Years of Doing Just About Anything». Успешная кампания в соцсетях в 2022 году привела к записи автобиографии в формате аудиокниги с Криббинс в роли рассказчика, но работа над ней осталась незавершённой на момент смерти.
Криббинс скончался 27 июля 2022 года в возрасте 93 лет. Похороны прошли 14 сентября в крематории Уокинга (графство Суррей).

## Фильмография

### Кино
| Год  |     | Русское название                  | Оригинальное название                          | Роль                                                      |
| ---- | --- | --------------------------------- | ---------------------------------------------- | --------------------------------------------------------- |
| 1957 | ф   | Инцидент на Янцзы                 | Yangtse Incident: The Story of H.M.S. Amethyst | оператор гидролокатора / первый игрок в криббедж          |
| 1958 | ф   | Дейви                             | Davy                                           | работник сцены в Мюзик-холле Коллинз (в титрах не указан) |
| 1958 | ф   | Дюнкерк                           | Dunkirk                                        | жаждущий моряк                                            |
| 1959 | ф   | Дайте мне миллион                 | Make Mine a Million                            | Джек                                                      |
| 1959 | ф   | Тореадор Томми                    | Tommy the Toreador                             | Пако                                                      |
| 1960 | ф   | Подкоп в обе стороны              | Two-Way Stretch                                | Ленни Прайс                                               |
| 1960 | ф   | Мир Сьюзи Вонг                    | The World of Suzie Wong                        | Отис                                                      |
| 1961 | ф   | Паспорт в Китай                   | Passport to China                              | Перейра                                                   |
| 1961 | ф   | Ничто не запрещено                | Nothing Barred                                 | газетчик                                                  |
| 1961 | ф   | Лучшие враги                      | The Best of Enemies                            | полковник Браунлоу                                        |
| 1962 | ф   | Мистер Питкин: Девушка на борту   | The Girl on the Boat (film)                    | Питерс                                                    |
| 1962 | ф   | Быстрая леди                      | The Fast Lady                                  | мужчина на носилках (в титрах не указан)                  |
| 1963 | ф   | Правосудие в ненадёжных руках     | The Wrong Arm of the Law                       | Нервный О’Тул                                             |
| 1963 | ф   | Мышь на Луне                      | The Mouse on the Moon                          | Винсент Маунтджой                                         |
| 1963 | ф   | Так держать… Джек                 | Carry On Jack                                  | мичман Альберт Пуп-Декер                                  |
| 1964 | ф   | Собственный дом                   | A Home of Your Own                             | каменщик                                                  |
| 1964 | ф   | Так держать… Шпион                | Carry On Spying                                | Гарольд Крамп                                             |
| 1964 | ф   | Мошенники в монастыре             | Crooks in Cloisters                            | Сквиртс                                                   |
| 1964 | ф   | Вперёд, Франция!                  | Allez France!                                  | Боб, агент 202                                            |
| 1965 | ф   | Она                               | She                                            | Джоб                                                      |
| 1965 | ф   | Кубок лихорадки                   | Cup Fever                                      | полицейский                                               |
| 1965 | ф   | Ты должно быть шутишь!            | You Must Be Joking!                            | сержант Клегг                                             |
| 1966 | ф   | Человек-бутерброд                 | The Sandwich Man                               | фотограф Гарольд                                          |
| 1966 | ф   | Вторжение далеков на Землю        | Daleks' Invasion Earth 2150 A.D.               | Том Кэмпбелл                                              |
| 1967 | ф   | Казино «Рояль»                    | Casino Royale                                  | Карлтон Тауэрс, таксист                                   |
| 1968 | ф   | Призрак случая                    | A Ghost of a Chance                            | Рон                                                       |
| 1968 | ф   | Не поднимай мост, углуби реку     | Don't Raise the Bridge, Lower the River        | Фред Дэвис                                                |
| 1970 | ф   | Дети железной дороги              | Railway Children                               | Альберт Перкс                                             |
| 1972 | ф   | Исступление                       | Frenzy                                         | Феликс Форсайт                                            |
| 1978 | ф   | Дети вод                          | The Water Babies                               | мистер Мастерман / голос Угоря                            |
| 1978 | ф   | Приключения Пикассо               | Picassos äventyr                               | Гертруда Стайн / рассказчик                               |
| 1981 | ф   | Опасный Дэвис: Последний детектив | Dangerous Davies: The Last Detective           | Опасный Дэвис                                             |
| 1992 | ф   | Колумб, за работу!                | Carry On Columbus                              | Мордекай Мендоса                                          |
| 2003 | ф   | Чёрный шар                        | Blackball                                      | Матли                                                     |
| 2012 | ф   | Муж двух жён                      | Run for Your Wife                              | пациент                                                   |
| 2012 | ф   | Невероятный страх перед всем      | A Fantastic Fear of Everything                 | голос                                                     |
| 2018 | ф   | Патрик                            | Patrick                                        | Альберт                                                   |
| 2018 | кор | Вудлэнд                           | Woodland                                       | рассказчик                                                |

### Телевидение
| Год       |    | Русское название         | Оригинальное название     | Роль                                                                       |
| --------- | -- | ------------------------ | ------------------------- | -------------------------------------------------------------------------- |
| 1956      | с  | Дэвид Копперфильд        | David Copperfield         | Томас Траддл                                                               |
| 1960      | с  | Запрос Интерпола         | Interpol Calling          | серия «Slow Boat to Amsterdam»                                             |
| 1961      | с  | Победные вдовы           | Winning Widows            | Томас Траддл                                                               |
| 1965      | с  | Театр комедии            | Comedy Playhouse          | Амброуз Твомби (серия «Here I Come Whoever I Am»)                          |
| 1966      | с  | Мстители                 | The Avengers              | Аркрайт (серия «The Girl from Auntie»)                                     |
| 1966—1991 | с  | Джеканори                | Jackanory                 | рассказчик (114 серий)                                                     |
| 1969—1970 | с  | Криббинс                 | Cribbins                  | разные роли (12 серий)                                                     |
| 1973—1975 | мс | Уомблы                   | The Wombles               | рассказчик/голоса (60 серий)                                               |
| 1975      | с  | Башни Фолти              | Fawlty Towers             | мистер Хатчинсон (серия «The Hotel Inspectors»)                            |
| 1976      | с  | Космос: 1999             | Space: 1999               | капитан Майкл (серия «Brian the Brain»)                                    |
| 1977      | с  | Пьеса месяца             | Play of the Month         | Пинчвайф (серия «The Country Wife»)                                        |
| 1977      | с  | Однажды в классике       | Once Upon a Classic       | Пирамид (серия «Night Ferry»)                                              |
| 1979      | тф | Доска                    | The Plank                 | маляр                                                                      |
| 1981      | с  | Рассказы Шиллингберри    | Shillingbury Tales        | Каффи (2 серии)                                                            |
| 1981      | с  | Уорзел Гаммидж           | Worzel Gummidge           | Весёлый Джек (серия «The Golden Hind»)                                     |
| 1982      | тф | Твой ход                 | It's Your Move            | сосед                                                                      |
| 1983      | с  | Непридуманные истории    | Tales of the Unexpected   | Чарли Креббс (серия «The Memory Man»)                                      |
| 1983      | с  | Каффи                    | Cuffy                     | Каффи Фоллетт (6 серий)                                                    |
| 1986      | с  | Лэнгли Боттом            | Langley Bottom            | Сет Рейвен (6 серий)                                                       |
| 1987      | с  | Высокий и сухой          | High & Dry                | Рон Арчер (7 серий)                                                        |
| 1987      | с  | Супербабушка             | Super Gran                | офицер П. Брейн (серия «Supergran and the Birthday Dambuster»              |
| 1987      | тф | Когда мы поженимся       | When We Are Married       | Герберт Соппитт                                                            |
| 1990      | мс | Летучая мышь Берти       | Bertie the Bat            | рассказчик (10 серий)                                                      |
| 1991      | с  | Сегодня в 8:30           | Tonight at 8.30           | мистер Вадхёрст (серия «Hands Across the Sea»)                             |
| 1996      | мс | Дэннис и Нашер           | Dennis and Gnasher        | Клинт Каценбергер (голос, серия «Oil Strike»)                              |
| 1999      | с  | Дэлзил и Пэскоу          | Dalziel and Pascoe        | дядя Генри (серия «Время действовать»)                                     |
| 2000      | мс | Кентерберийские рассказы | David Copperfield         | плотник (голос, серия «The Journey Back»)                                  |
| 2003      | с  | Бабье лето               | Last of the Summer Wine   | Гэвин Хинчклифф (серия «In Which Gavin Hinchcliffe Loses the Gulf Stream») |
| 2003      | с  | Барбара                  | Barbara                   | Фрэнк (серия «Guy Fawkes»)                                                 |
| 2003      | с  | Улица Коронации          | Coronation Street         | Уолли Баннистер (11 серий)                                                 |
| 2005      | с  | Ближе к Земле            | Down to Earth             | Фрэнк Косгроув (3 серии)                                                   |
| 2007—2023 | с  | Доктор Кто               | Doctor Who                | Уилфред Мотт (10 серий, серия 2023 года вышла посмертно)                   |
| 2013—2015 | с  | Лодка старого Джека      | Old Jack's Boat           | старый Джек (47 серий)                                                     |
| 2014      | с  | Убийства в Мидсомере     | Midsomer Murders          | Дагги Уингейт (серия «Аэроклуб»)                                           |
| 2015      | с  | Новые трюки              | New Tricks                | детектив Рональд Сейнсбери (2 серии)                                       |
| 2016      | тф | Сон в летнюю ночь        | A Midsummer Night's Dream | Том Рыло                                                                   |

## Дискография
| Год  | Альбом                                    | Примечания |
| ---- | ----------------------------------------- | ---------- |
| 1962 | A Combination of Cribbins                 |            |
| 1970 | The Best of Bernard Cribbins              |            |
| 1975 | Paddington Bear Volume 1                  | рассказчик |
| 1975 | Paddington Bear Volume 2                  | рассказчик |
| 1975 | Hans Andersen — Original Soundtrack Album |            |
| 1983 | The Snowman                               | рассказчик |
| 2005 | The Very Best of Bernard Cribbins         |            |

### Синглы
| Год  | Название                 | Максимальная позиция в Великобритании | Примечания                                                                              |
| ---- | ------------------------ | ------------------------------------- | --------------------------------------------------------------------------------------- |
| 1962 | «The Hole in the Ground» | 9                                     | Один из выборов Ноэла Кауарда, когда он был гостем в «Desert Island Discs» на BBC Radio |
| 1962 | «Right Said Fred»        | 10                                    | Вдохновила название одноимённой группы                                                  |
| 1962 | «Gossip Calypso»         | 25                                    | Написана Тревором Пикоком                                                               |